# Тръбозъбови
Тръбозъбовите (Orycteropodidae) са семейство животни от клас Бозайници (Mammalia), единственото в разред Тръбозъби (Tubulidentata).
Семейството включва само един съвременен вид – разпространеният в Африка тръбозъб (Orycteropus afer), но са известни множество фосилни видове.

## Родове
Семейство Тръбозъбови
- Род †Amphiorycteropus
- Род †Leptorycteropus
- Род †Myorycteropus
- Род Тръбозъби (Orycteropus)